# 克里斯普尔
克里斯普尔是奥地利萨尔茨堡州哈莱因县的一个市镇。总面积29.66平方公里，总人口868人，人口密度29.3人/平方公里（2005年）。